# Roman Iakovlev
Roman Nikolaïevitch Iakovlev (en russe : Роман Николаевич Яковлев) est un joueur russe (d'origine ukrainienne) de volley-ball né le 13 août 1976 à Kharkiv (oblast de Kharkiv, alors en URSS). Il mesure 2,02 m et joue attaquant. Il totalise 142 sélections en équipe de Russie.

## Biographie
Il a obtenu la nationalité russe en 1995. Il est récipiendaire de l'Ordre de l'Amitié depuis le 19 avril 2001.

## Clubs
| Club                      | De             | À             |
| ------------------------- | -------------- | ------------- |
| VK Lokomotiv Kharkiv      | 1992-1993      | 1994-1995     |
| Lokomotiv Belgorod        | 1996-1997      | 1998-1999     |
| Volley Forlì              | 1999-2000      | 1999-2000     |
| Pallavolo Modène          | 2000-2001      | 2003-2004     |
| Iskra Odintsovo           | 2004-2005      | 2004-2005     |
| Fakel Novy Ourengoï       | 2005-2006      | 2007-2008     |
| Dynamo-Yantar Kaliningrad | 2008-2009      | 2008-2009     |
| Dinamo Moscou             | 2009-2010      | 2010-2011     |
| Dinamo Krasnodar          | 2011-2012      | 2011-2012     |
| Iskra Odintsovo           | septembre 2012 | décembre 2012 |
| Dinamo Krasnodar          | janvier 2013   | mai 2013      |
| Zenit Kazan               | 2013-2014      | ...           |

## Palmarès

### Club et équipe nationale
- Jeux olympiques
  - Finaliste : 2000
- Championnat du monde
  - Finaliste : 2002
- Ligue mondiale (1)
  - Vainqueur : 2002
  - Finaliste : 1998, 2000
- Coupe du monde (2)
  - Vainqueur : 1999, 2011
- Championnat d'Europe
  - Finaliste : 1999
- Ligue des champions
  - Finaliste : 2003, 2010
- Coupe de la CEV (2)
  - Vainqueur : 2004, 2007
- Championnat d'Italie (1)
  - Vainqueur : 2002
  - Finaliste : 2003
- Championnat de Russie (2)
  - Vainqueur : 1997, 1998
  - Finaliste : 1996, 1999, 2011
- Championnat d'Ukraine (1)
  - Vainqueur : 1994
  - Finaliste : 1995
- Coupe de Russie (4)
  - Vainqueur : 1995, 1996, 1997, 1998
  - Finaliste : 2006, 2010
- Supercoupe de Russie (1)
  - Vainqueur : 2009
- Supercoupe d'Italie
  - Perdant : 2002

### Distinctions individuelles
- Meilleur serveur de la Ligue mondiale 1998
- Meilleur marqueur du championnat de Russie 1999
- Meilleur joueur et meilleur marqueur de la Coupe du monde 1999
- Meilleur marqueur du championnat d'Italie 2000